# Abbaye de Cerisy-la-Forêt

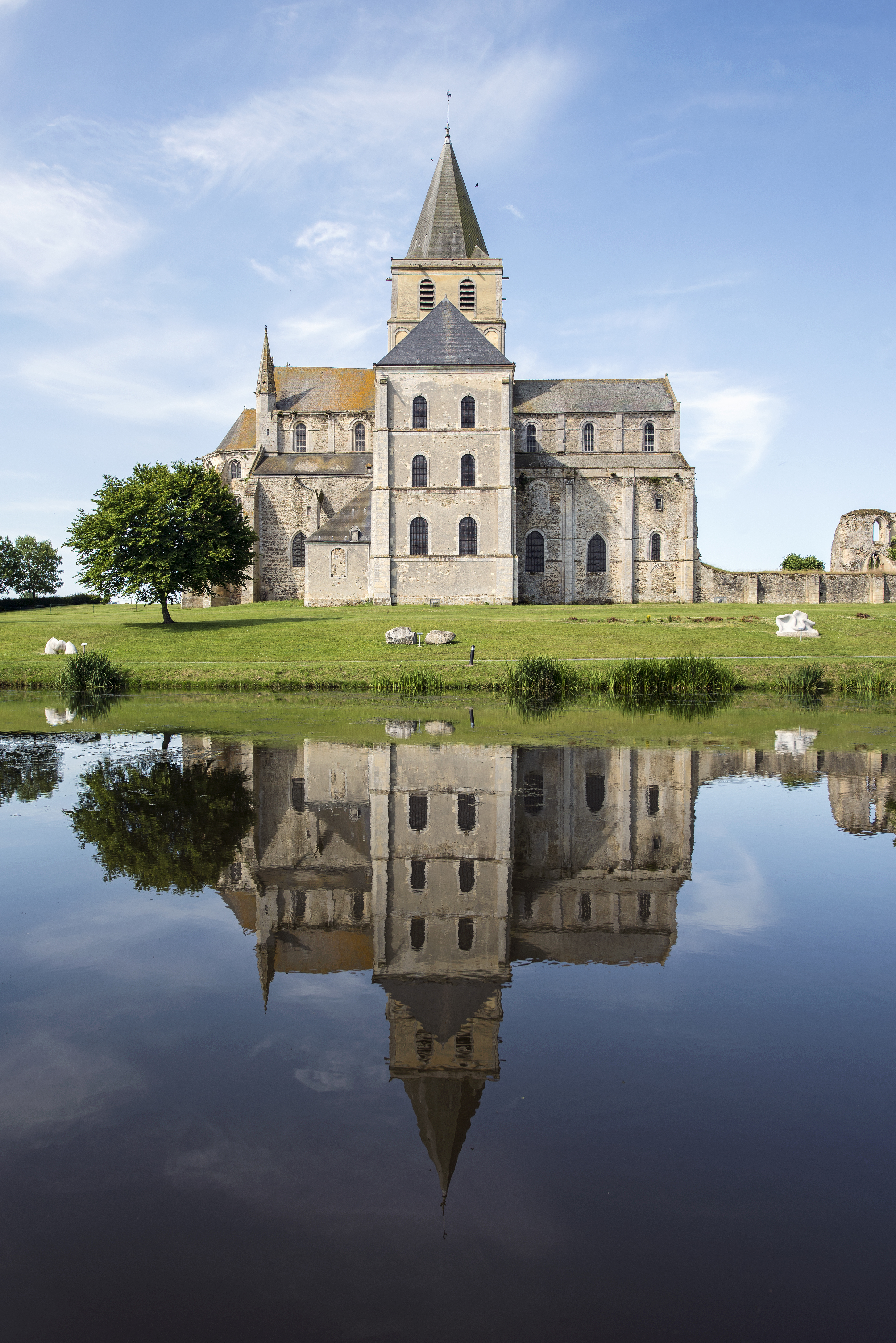
L'abbatiale, façade nord-ouest.

L'abbaye Saint-Vigor de Cerisy-la-Forêt plus communément appelée abbaye de Cerisy est un édifice catholique qui se dresse sur le territoire de la commune française de Cerisy-la-Forêt, dans le département de la Manche, en région Normandie.
L'abbaye, l'une des plus anciennes et des plus importantes de Normandie était régie par la règle bénédictine. Elle portait le titre d'« abbaye royale » (sous la protection du roi de France).
L'abbaye est relevée en 1030 par le duc de Normandie Robert le Magnifique. Elle bénéficie de dons considérables et de faveurs. L'abbaye devient un centre économique et intellectuel important, accueillant à plusieurs reprises quelques rois de France et comptant plusieurs intellectuels parmi ses membres. Elle possède par ailleurs un très grand nombre de dépendances, sous la forme de granges monastiques qui contribuent à lui assurer des revenus colossaux.
Après une période de déclin à la fin du Moyen Âge, l'abbaye connaît une période de renaissance artistique avec l'arrivée des réformateurs mauristes en 1715. Au XVIIIe siècle, de nouveaux bâtiments agricoles sont construits. Les moines la quittent à la Révolution française et l'abbatiale devient l'église paroissiale unique du village de Cerisy-la-Forêt en 1790. À la suite de sa vente comme bien national pendant la Révolution, la plupart des bâtiments monastiques sont vendus à un artificier qui les démolit, puis vend les pierres pour la construction de routes et de maisons ; les terres également sont vendues. Par la suite, ce qui reste des bâtiments conventuels (dont la chapelle Saint-Gerbold) va être vendu à la ferme de l'abbaye, ce qui permettra leur sauvegarde.
L'ancienne abbaye est classée aux monuments historiques.

## Localisation
L'abbaye Saint-Vigor est située dans la région historique du Bessin, sur le territoire de la commune de Cerisy-la-Forêt, à environ 40 km à l'ouest de Caen, à 14 km au nord-est de Saint-Lô et à 18 km à l'ouest de Bayeux, dans le département français de la Manche. Son domaine était situé dans le territoire de l'ancien diocèse de Bayeux et depuis ses origines dans l'ancien domaine ducal, puis dans le domaine royal.
L'abbaye est située en lisière de la forêt de Cerisy, gérée par l'Office national des forêts ; elle est plus particulièrement située dans la vallée de l'Esque, affluent de l'Aure, dans le bassin versant de la Vire, au milieu d'étangs aménagés par les moines afin de drainer les anciens marécages de la vallée.

## Historique

### Fondation
Les plus anciennes traces de l'histoire de l'abbaye de Cerisy-la-Forêt remontent au VIe siècle, alors que la Gaule continue à se christianiser. Saint Vigor, un des premiers évangélisateurs du Bessin, reçoit du riche seigneur Volusien la terre de Cerisy (Cerisiacum) avec vingt-cinq villages à l'entour, pour le remercier d'avoir débarrassé la région d'un « serpent horrible qui mettait à mort les hommes et les animaux » (probablement une image pour signifier les idoles gauloises). Vers 510, il construit, vraisemblablement à la place d'une table druidique, un monastère ou ermitage dédié aux saints Pierre et Paul. Parallèlement, d'autres monastères rattachés aux évêchés de Bayeux : (Reviers, Mont-Chrismat, Deux-Jumeaux, Évrecy, Livry) et de Coutances (Le Ham, Saint-Fromond, Saint-Marcouf) voient le jour, témoignant de la rapide conversion des « païens » à la religion chrétienne.
Au IXe siècle, la Neustrie est soumise aux raids Vikings, ceux-ci commencent à s'installer de manière permanente dans le nord du Cotentin. En 891, ils pillent Bayeux, défendue par le comte Bérenger II de Neustrie. Les incursions en terre de Cerisy datent probablement de la même année, avec destruction complète du monastère érigé par Vigor. En deux siècles, les Vikings se convertissent et deviennent le fer de lance d'une chrétienté agressive et expansionniste. Rollon, leur chef, obtient du roi Charles III le Simple les pays de Basse-Seine par le traité de Saint-Clair-sur-Epte en 911, et le Bessin en 924.

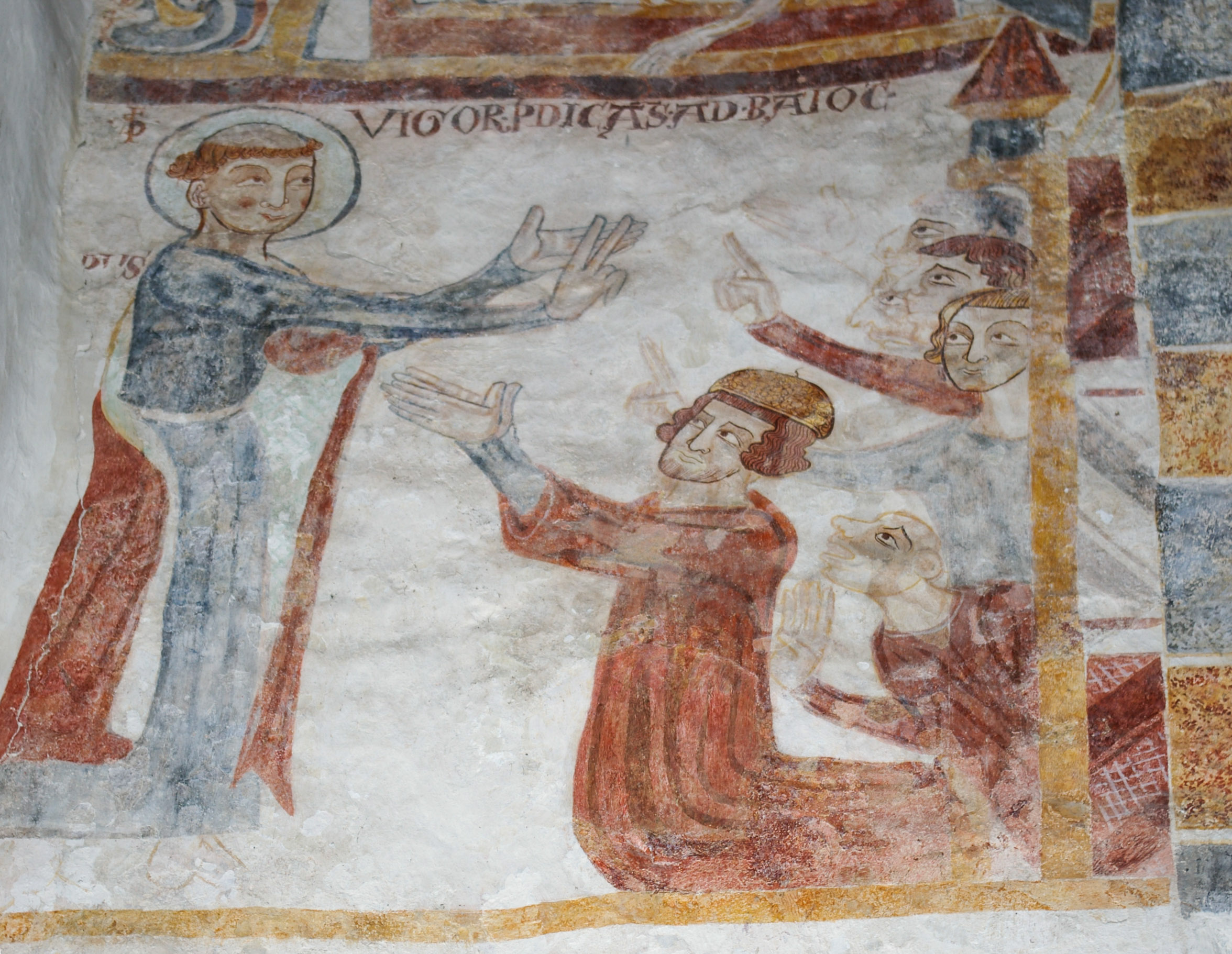
Vigor de Bayeux, dont l'abbaye de Cerisy conservait des reliques. Fresque du XIIIe siècle, église Saint-Vigor de Neau.

Le 12 novembre 1032, avant son départ pour Jérusalem, le duc de Normandie Robert le Magnifique, en présence d'Hugues d'Ivry, évêque de Bayeux, dans son palais de Rouen, édicte la charte de fondation d'un nouveau monastère, l'abbaye d'hommes de Cerisy, dédié à Vigor. Mais les archives diocésaines nous font part d'un abbé en fonction dès 1030. Il y avait donc déjà un monastère en ce temps (à tout le moins une église). La fondation de Robert dut se faire avec, ou à partir d'un ensemble déjà existant[réf. nécessaire]. Robert, afin d'assurer la subsistance de la nouvelle communauté, assortit à l'acte de fondation d'importantes concessions : des dîmes à percevoir sur différents domaines, un bois avec « toutes ses venaisons » (l'ensemble du gibier), le droît de pasnage (pâture) pour les porcs des religieux dans la forêt ducale voisine, plusieurs terres arables, des prairies, une vigne située à Rouen,, et y fait déposer en 1034 des reliques léguées par le patriarche de Jérusalem. Selon Wace, le duc sur son lit de mort, survenue le 2 juillet 1035 aurait confié à son chambellan Turtain Goz (995-1041) qu'il avait accompagné en Terre sainte les reliques qu'il avait achetées à Jérusalem, afin quelles soient déposées dans l'abbaye qu'il avait « fondée en Normandie, entre Cotentin et Bayeux, de Saint-Lô on compte trois lieues ».
Entre 1040 et 1070, les moines bénédictins défrichent autour du site la forêt de Cerisy qui fournit le bois et la charpente nécessaires à la construction voulue par le fils de Robert, Guillaume de Normandie, d'une grande abbatiale à l'image de l'église Saint-Étienne de Caen, bâtie sur un plan bénédictin traditionnel de la Normandie ducale, dans une architecture romane en pierre de Caen. Le 20 avril 1042, Guillaume, poursuivant l’œuvre paternelle, octroi par charte, quantité de biens au monastère, notamment des redevances à prélever sur les vicomtés de Coutances ou de Gavray, des taxes sur des moulins situés dans le Cotentin. Guillaume donne les dîmes des moulins, des bois et de l'ensemble des revenus de ses forêts dont celle du Rabey (cf. forêt de Brix). C'est ainsi que l'abbaye reçoit dans la seconde moitié du XIe siècle, sur le rivage de Saint-Marcouf, deux navires à « craspois » (cétacés fournissant du lard (baleines, marsouins, cachalots, etc.) : « duas naves ad crassum piscem ». En 1048, Guillaume fait don au monastère d'une relique de saint Vigor, un os du bras droit.
Les travaux auraient débuté selon Philippe Gavet par l'édification de l'abside à trois niveaux d'arcatures entre 1068 et 1072, formant le chevet. Devenu roi d'Angleterre, Guillaume exportera cette architecture romane normande, que certains qualifient d'anglo-normande. Des convois de pierre de Caen y seront acheminés. En 1048, Guillaume fait don à l'abbaye d'un os du bras droit de saint Vigor. Mais ce n'était probablement pas l'abbaye telle que nous la connaissons. On suppose que les travaux d'édification des sept travées de la nef furent entrepris durant les deux dernières décennies du XIe siècle ; quant à l'abside, le tracé de ses fondations daterait de 1089. Guillaume fera de nombreux autres dons à l'abbaye, et la reliera à la juridiction de Rome. La construction de l'église romane telle qu'elle subsiste aujourd'hui ne fut donc pas entreprise au temps de Robert le Magnifique, mais en celui de Guillaume, et terminée après sa mort. Elle est donc en partie contemporaine de l'abbaye aux Hommes fondée par ce dernier à Caen.

### À partir duXIIesiècle
Au XIIe siècle, Cerisy étend ses pouvoirs sur les anciennes abbayes mérovingiennes de Deux-Jumeaux et Saint-Fromond et fonde des prieurés à Saint-Marcouf, Barnavast et Vauville. À cette époque, une dévotion commune à la cause de l'Église romaine soude les Normands d'Angleterre, de France, d'Italie méridionale et de Grèce. Partout, leur efficacité militaire s'affirme, ainsi que leur talent pour la construction. L'architecture religieuse connaît alors sa période la plus brillante. En 1178, le pape Alexandre III confirme par une bulle particulière, les privilèges de l'abbaye de Cerisy qui atteint l'apogée de sa gloire au cours de la fin du XIIe siècle.

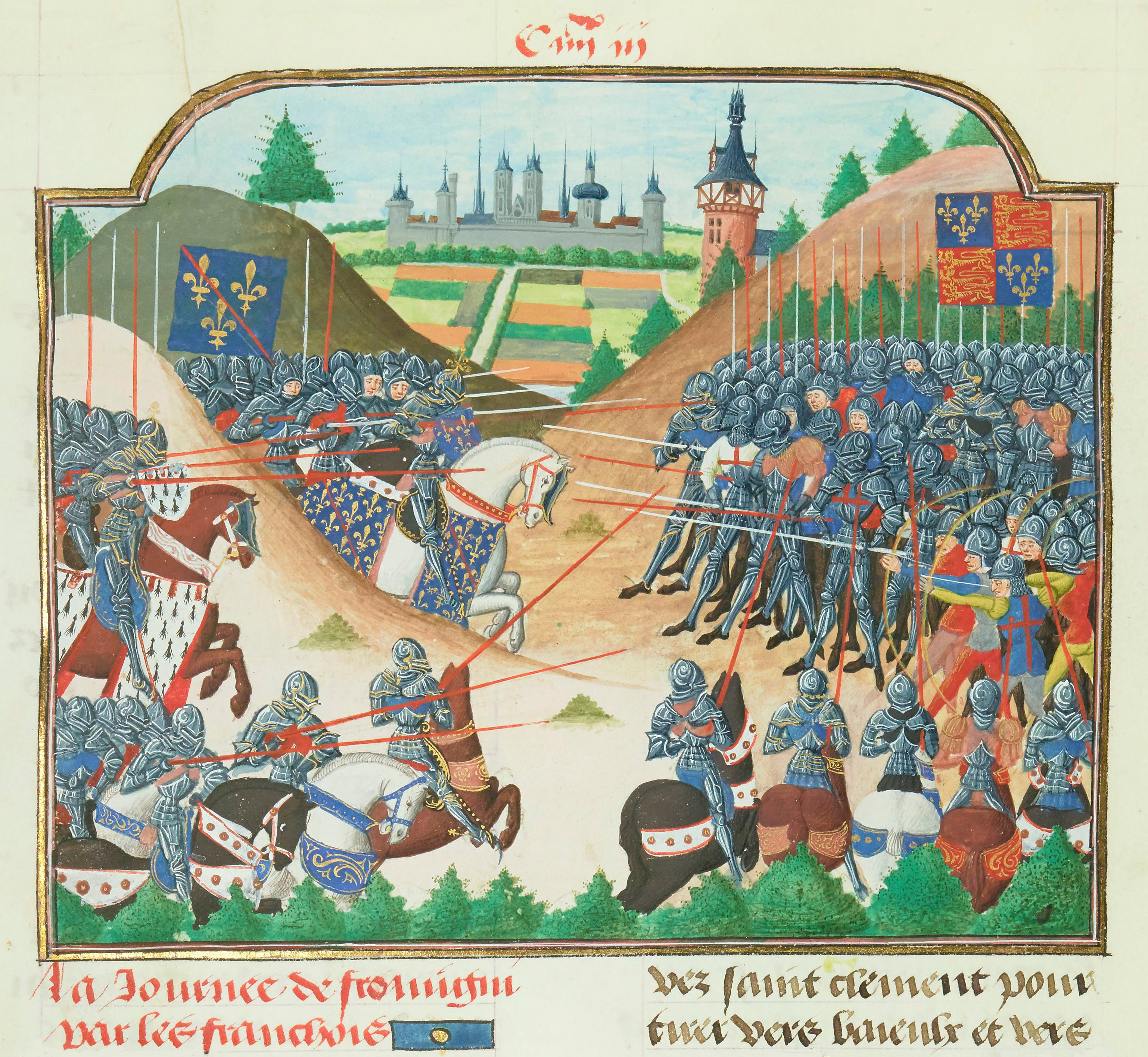
Bataille de Formigny, 1450.

En 1204, avec l'ensemble de la Normandie, l'abbaye passe dans le domaine royal. Saint Louis lui aurait consenti un don. Celui-ci aurait permis de faire exécuter des améliorations sur les bâtiments conventuels et l'abbatiale, avec notamment la construction du porche occidental. À noter que c'est de cette époque que date la chapelle Saint-Gerbold, dite « chapelle de l'Abbé ».
Cerisy est un bourg important à cette époque. L'abbaye comportera jusqu'à quarante-huit paroisses et huit prieurés dont deux en Angleterre (Sherborne et Peterborough). Tout en dépendant du Saint-Siège, Cerisy entretient d'étroites relations avec les monastères du Mont-Saint-Michel, de Saint-Ouen, de Jumièges, du Bec-Hellouin, de Fécamp et bien entendu de Caen.
En 1337, les rivalités dynastiques entre les Valois et les rois d’Angleterre vont précipiter le pays dans la guerre de Cent Ans qui va plonger le pays dans la misère, encore aggravée par des épidémies de peste. L’abbaye est fortifiée (il ne reste aucun vestige des fortifications) et une garnison s’y installe. En 1418, Richard de Silly, chevalier et capitaine de l’abbaye, se voit contraint de céder l’abbaye au roi d'Angleterre. En 1436, lors de la chevauchée d'Édouard III sur le sol français, le roi d'Angleterre aurait fait halte à l'abbaye. En outre les religieux de Cerisy-la-Forêt disposaient d'un refuge assuré en temps de guerre, à l'intérieur du Chastel (l'Enclos) de Saint-Lô, dans une « maison » dite maison Sainte-Catherine.
Après la victoire du connétable de Richemont sur les Anglais à Formigny en 1450, la Normandie revient définitivement au royaume de France.
À la suite du concordat de Bologne de 1516, l'abbaye est mise en commende. Comme toutes les abbayes du royaume, cela signifie que l'abbé n'est plus nommé par la communauté des moines, qu'il peut être un laïc, et obtient les bénéfices des revenus de l'abbaye tandis que le pouvoir spirituel est confié à un prieur. Son administration est parfois confiée à une personne nommée à l'extérieur de la communauté. C'est la fin de son indépendance. Au XVIIe siècle, le cardinal Mazarin sera nommé abbé de l'abbaye où il ne se rendra jamais. L'abbaye décline jusqu'à la mort de l'ultime abbé commendataire, Paul d'Albert de Luynes, archevêque de Sens, en 1788.
En 1562, l'abbaye est ravagée par une troupe de 300 cavaliers huguenots commandés par Gabriel Ier de Montgommery, qui se solde par l'incendie du chartrier, le vol et la destruction de quantité de biens.

### Époque contemporaine

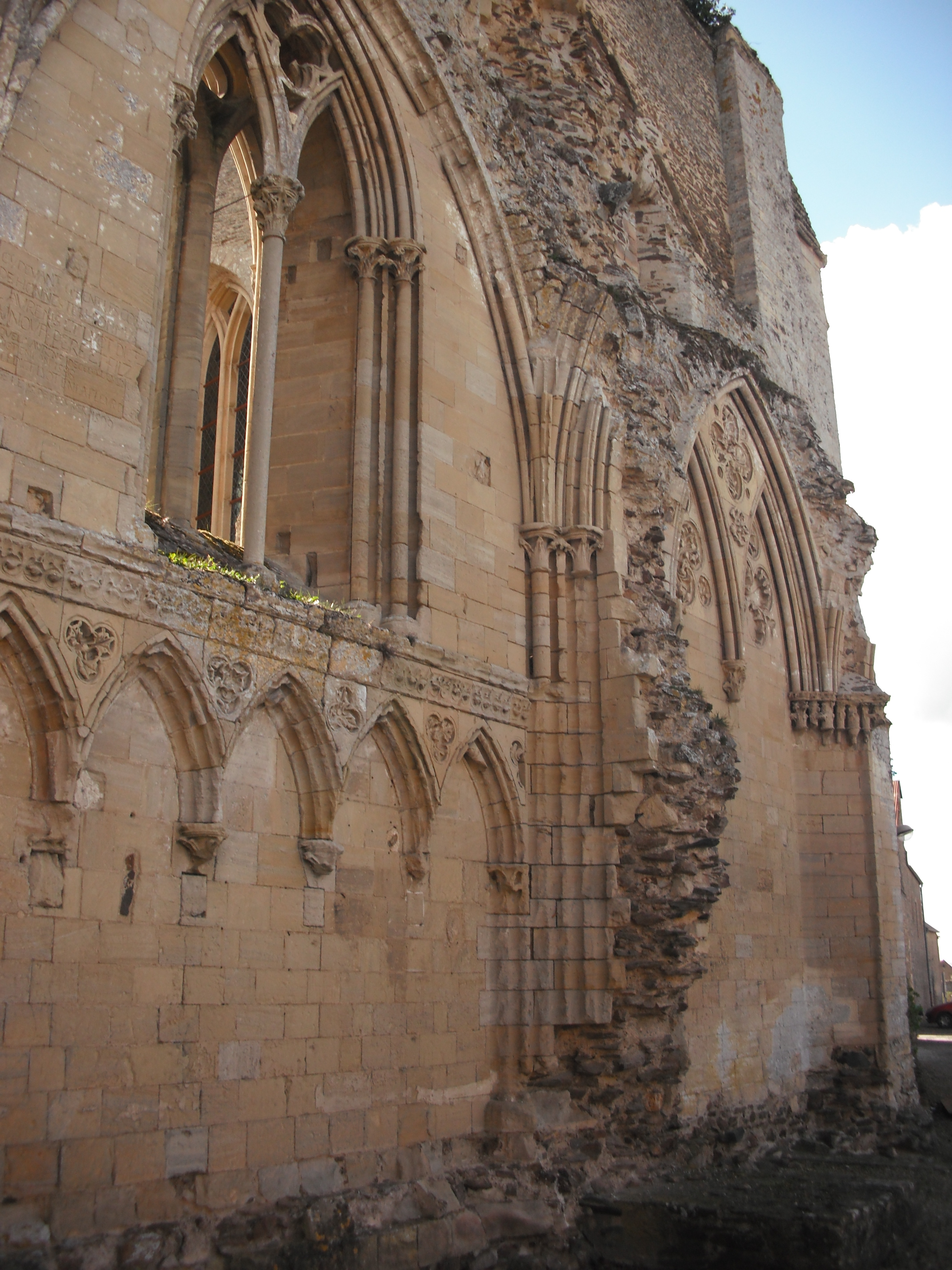
Ancien mur de l'abbaye (partie détruite).

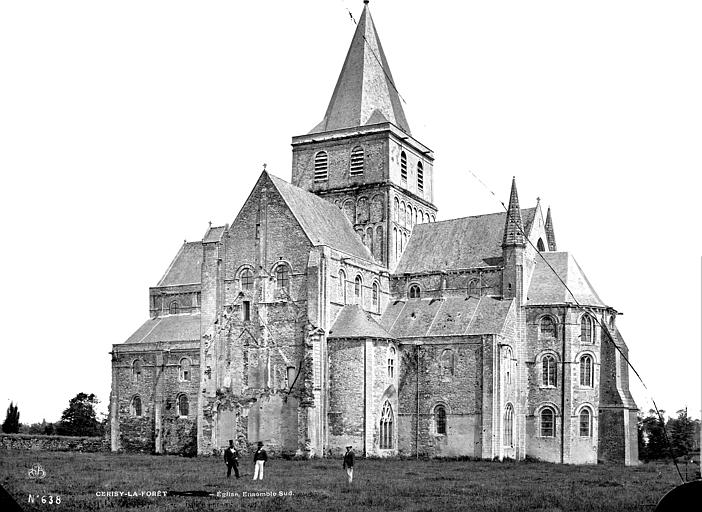
L’église abbatiale vue du sud-est. Emplacement du réfectoire et du cloître. Médéric Mieusement, 1877.

L'abbaye, qui demeure la plus riche du Cotentin, tombe alors en régale avant que les six derniers moines et leur prieur la quittent, chassés comme ailleurs par la Révolution. L'église et les bâtiments conventuels deviennent biens nationaux. Quatre ans plus tard, la plupart des bâtiments monastiques sont vendus à un artificier qui les démolit puis vend les pierres pour la construction de routes et de maisons. Les terres sont également vendues. Par la suite, ce qui reste des bâtiments conventuels (dont la chapelle Saint-Gerbold) va être vendu à la ferme de l'abbaye, ce qui permettra leur sauvegarde.
En 1811, jugeant sans doute l'église trop grande et surtout trop lourde d'entretien (le tonnerre venait de tomber sur la tour causant d'importants dégâts), et malgré l'opposition formelle du curé, le conseil de fabrique (groupe de clercs ou de laïcs chargé de l'administration financière d'une église), décide d'abattre les quatre premières travées romanes et la travée gothique ajoutée au XIIIe siècle, qui avaient déjà été ébranlées par un tremblement de terre en 1775, ainsi que le porche gothique. Les matériaux sont vendus pour payer les réparations nécessaires à la partie restante.
Située dans le diocèse de Bayeux depuis sa fondation, l'abbaye est rattachée au diocèse de Coutances avec la création du département de la Manche, et l'église devient paroissiale. Depuis le XVIIIe siècle, l'abbatiale est divisée par une cloison permettant aux paroissiens et aux moines de célébrer la messe sans se croiser. En 1811, les cinq premières travées, anciennement réservées aux paroissiens sont détruites comme la façade gothique à trois portails datant du XIIIe siècle, laissant comme nouvelle façade, la cloison aveugle. L'église est classée parmi la première liste des monuments historiques français en 1840, et des restaurations sont entreprises à partir de 1880. Le reste de l'abbaye est classé le 17 octobre 1938. En 1964, de nouveaux travaux de restauration sont entrepris.
Dans les années 1990, l'imposante pièce d'eau, ancien vivier des moines, située en contrebas de l'édifice fut remis en état.

### Blason
| Armes de l'abbaye de Cerisy-la-Forêt | d'argent, à un cerisier (arraché) de sinople, fruité de gueules. |

## Description

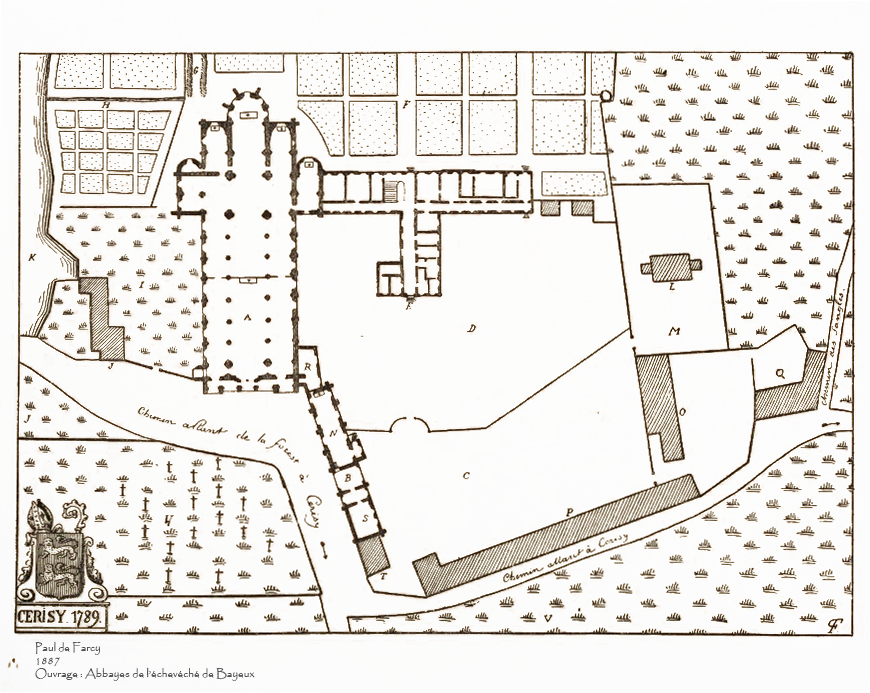
Plan de l'abbaye et de ses dépendances en 1789. Dessin de Paul de Farcy, 1887.
A. Église abbatiale ; B. Porterie : double porche voûté, dans un corps de bâtiment du XIIIe siècle ; C. Cour commune ; D. Cour des religieux ; J. Moulin à eau et ; K. Étang ; M. Cour de l'abbatiale ; N. Salle de justice et chapelle Saint-Gerbold. O, P, Q, T. Écuries, bâtiments annexes ; U. Cimetière.

L'ensemble des bâtiments se réduit aujourd'hui à l'église abbatiale dont plusieurs travées de la nef ont été abattues, à la chapelle Saint-Gerbold et à quelques bâtiments agricoles.

### Abbatiale Saint-Vigor

Plan de l'abbatiale Saint-Vigor de Cerisy avec les différentes périodes de construction et de restauration.

L'abbatiale adopte un plan en croix latine, traditionnel dans l'architecture bénédictine. Elle semble, à quelques petites différences, reprendre le parti déjà utilisé à Saint-Étienne de Caen. C'est un ensemble hétérogène de style roman de la fin du second quart ou du début du troisième quart du XIe siècle avec quelques parties remaniées de style gothique du XIIIe siècle qui témoignent de la façon de construire des Normands. La façade occidentale paraît être du XVIIIe siècle et correspondrait au mur de refend bâti pour séparer en deux le sanctuaire : la partie haute de la nef avec trois travées, le chœur et le transept réservés aux moines, et la partie basse devenant église paroissiale.
La croisée et les voûtes du chœur ont été restaurés au XVe siècle.
L'église est appareillée en belle pierre de taille calcaire. La sculpture est ici marginale, comme souvent dans les églises romanes normandes. Presque tous les chapiteaux sont ornés de simples crochets. Quelques-uns arborent des motifs plus élaborés : entrelacements végétaux, lions opposés, homme ou ange vêtu d'une tunique, masques zoomorphes, etc. Dans le chœur, les chapiteaux issus des remaniements du XIVe siècle arborent un décor d'ange à la vièle, un joueur de cornemuse et d'autres instruments à vent. On peut relever ici ou là la présence de polychromie, avec des peintures murales des XIe – XVe siècle.

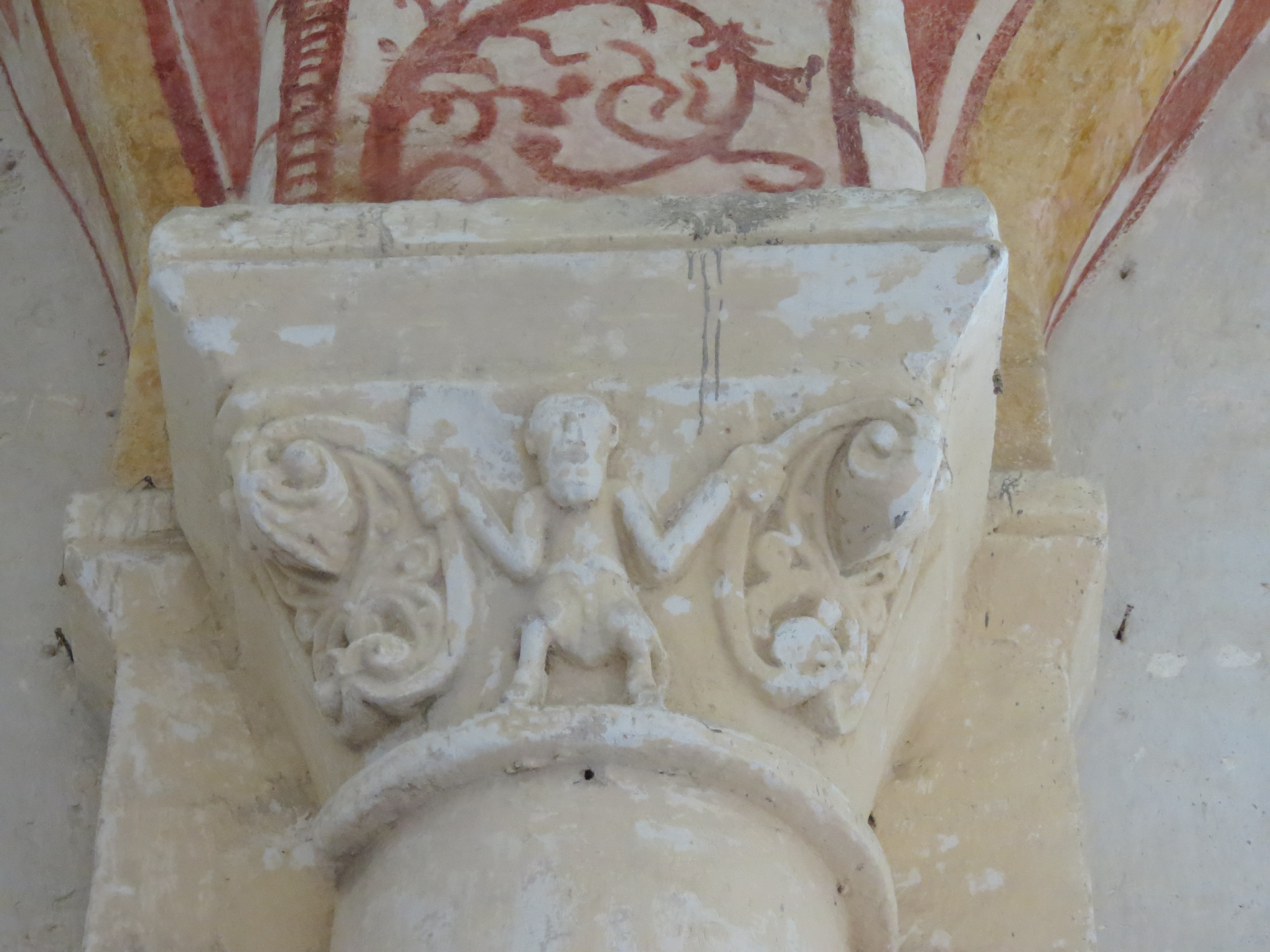
Chapiteau roman.
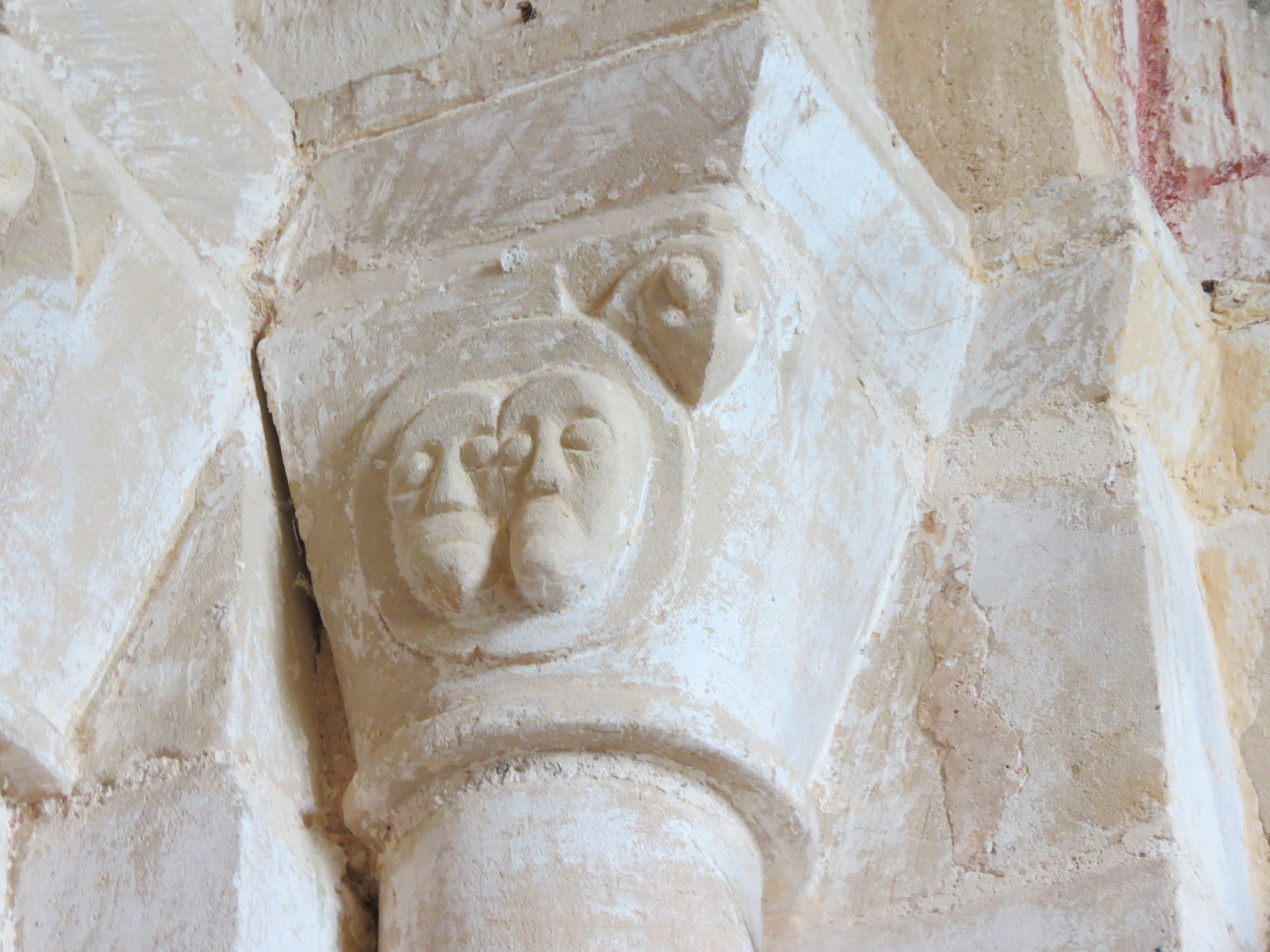
Chapiteau roman.
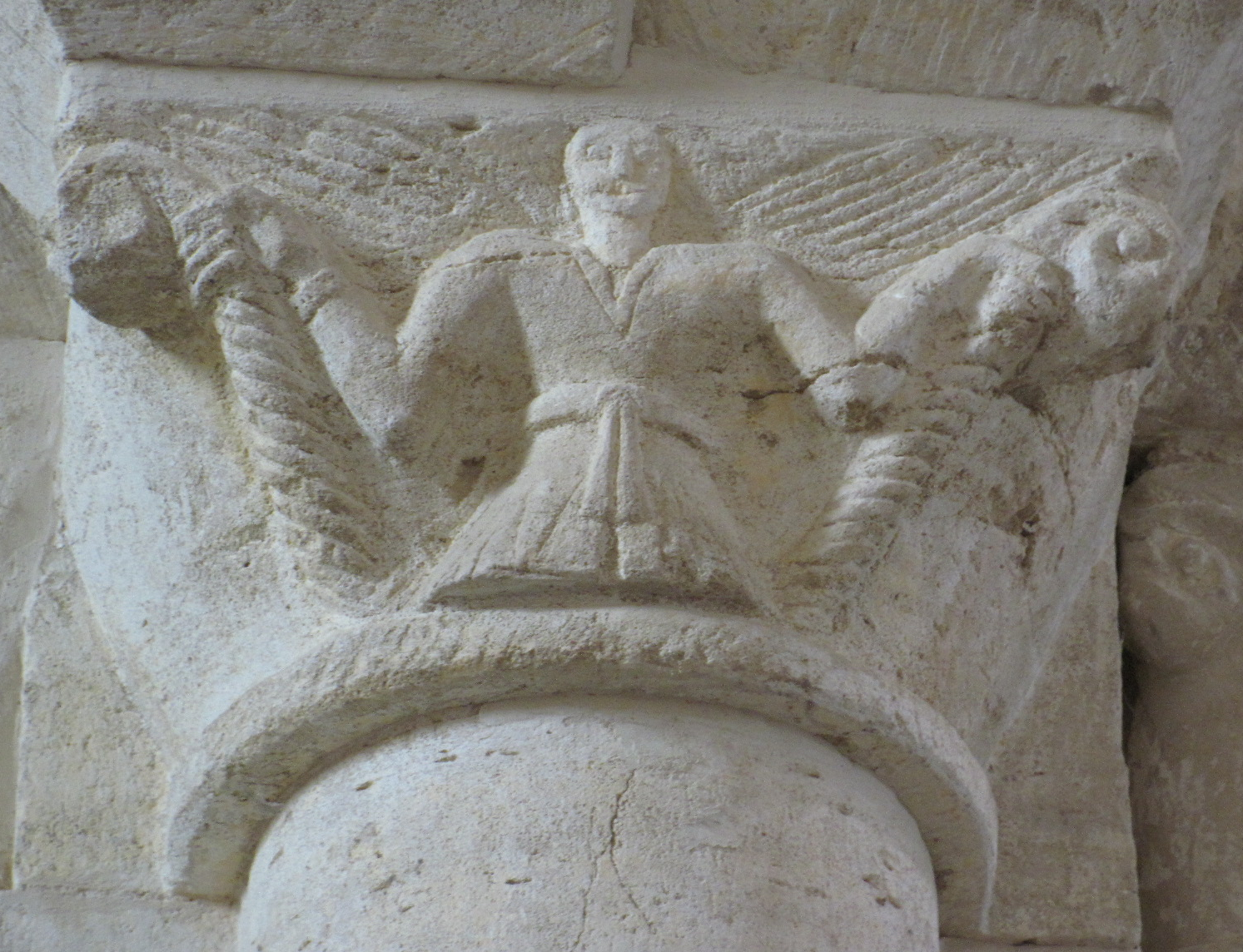
Chapiteau roman.
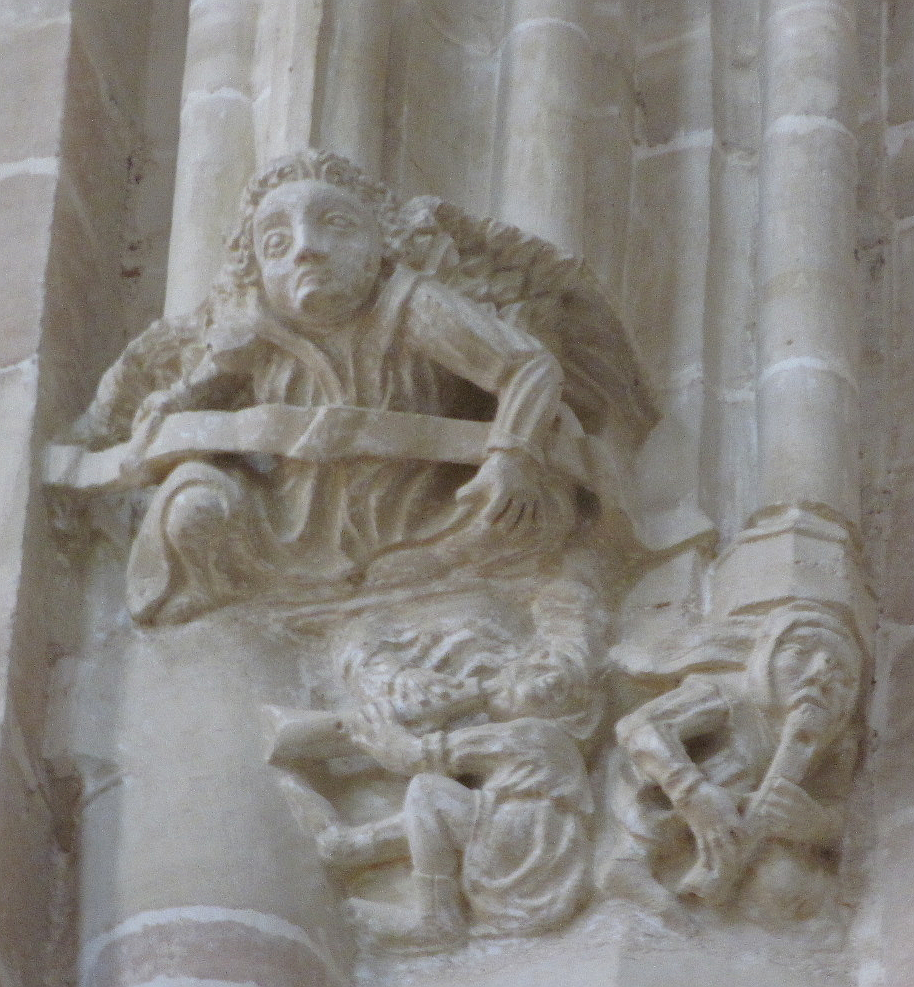
Sculpture gothique.

#### Le chevet

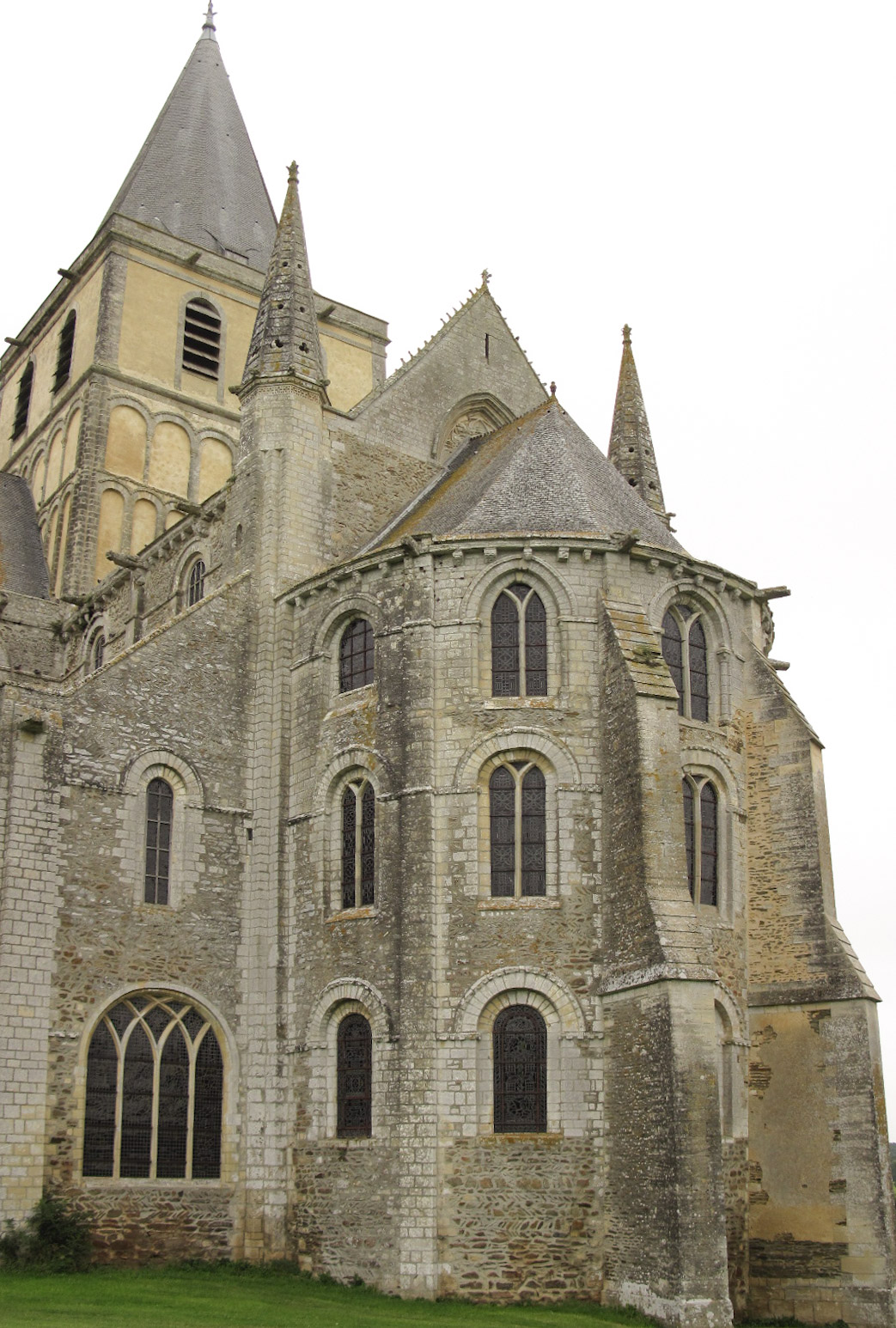
Chevet.

Le chevet comporte quinze fenêtres étagées sur trois niveaux, une disposition unique au monde dans l'art roman. Il a été renforcé au XIVe siècle par trois larges et puissants contreforts à la suite de l'effondrement de sa voûte. De chaque côté du toit de l'abside, on trouve un pignon et des clochetons du XIVe siècle. La ligne de faîtage sortant curieusement d'une baie bouchée sur le pignon haut du chœur indique probablement qu'il y a eu des aménagements. Les parties hautes conservent leurs baies d'origine, ainsi qu'une série de gargouilles et modillons romans. À remarquer également une fenêtre aux remplages de style flamboyant percée dans l'absidiole du croisillon sud.

#### Le chœur
Le chœur, sans déambulatoire, comporte deux travées droites terminées par une abside profonde. Le vaisseau central communique par des portes dont les deux collatéraux voûtés d'arêtes se terminent par de courtes absidioles formant un chevet plat à l'extérieur.
Au XIVe siècle, le chœur était couvert d'une voûte sur croisée d'ogives, qui fut retirée dans les années 1960, à l’exception de celles de l'abside avec ses dix nervures convergeant vers une clef de voûte sculptée représentant saint Vigor, afin de restituer l'aspect roman d'origine. Elle fut remplacée par un plafond plat charpenté plus traditionnel. Sur les culots de la voûte, accroupis sous les voussures, on peut voir trois petits personnages : l'un joue du rebec, un autre de la musette.

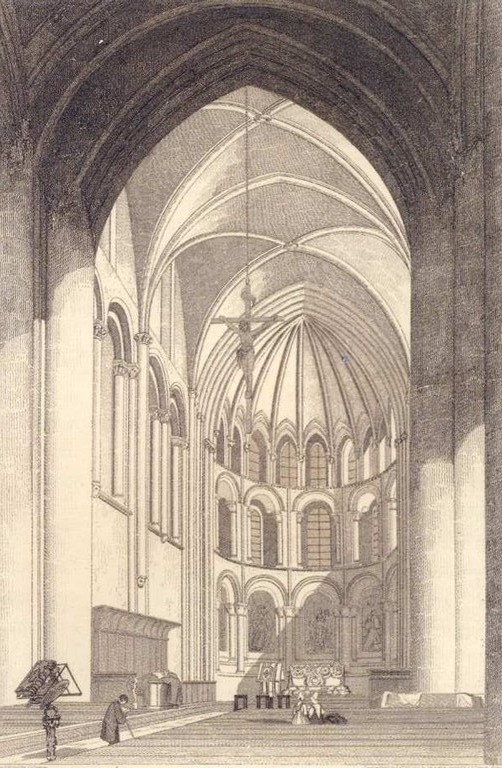
Ancienne voûte d'ogives du chœur.
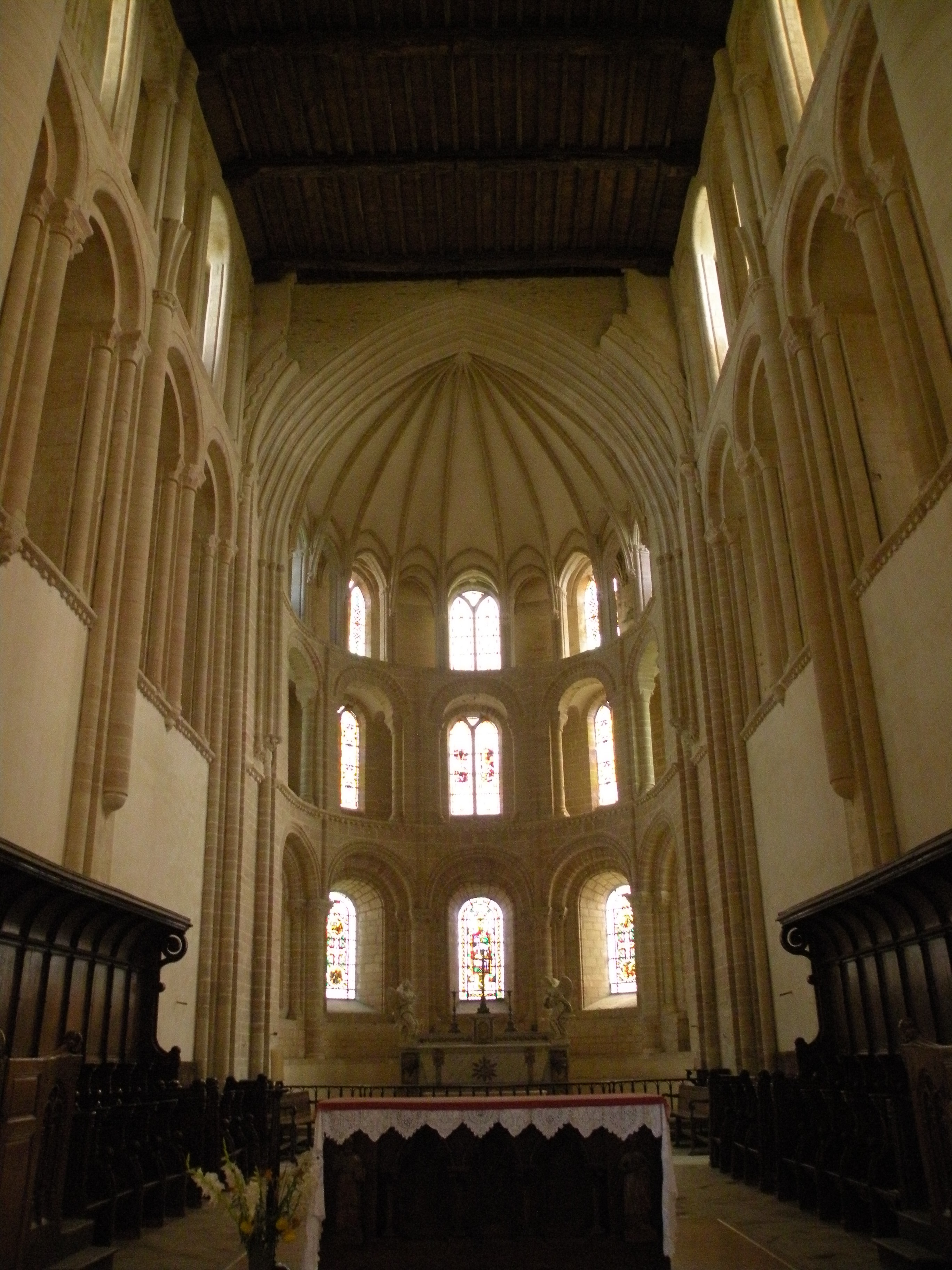
Chœur et son plafond charpenté.
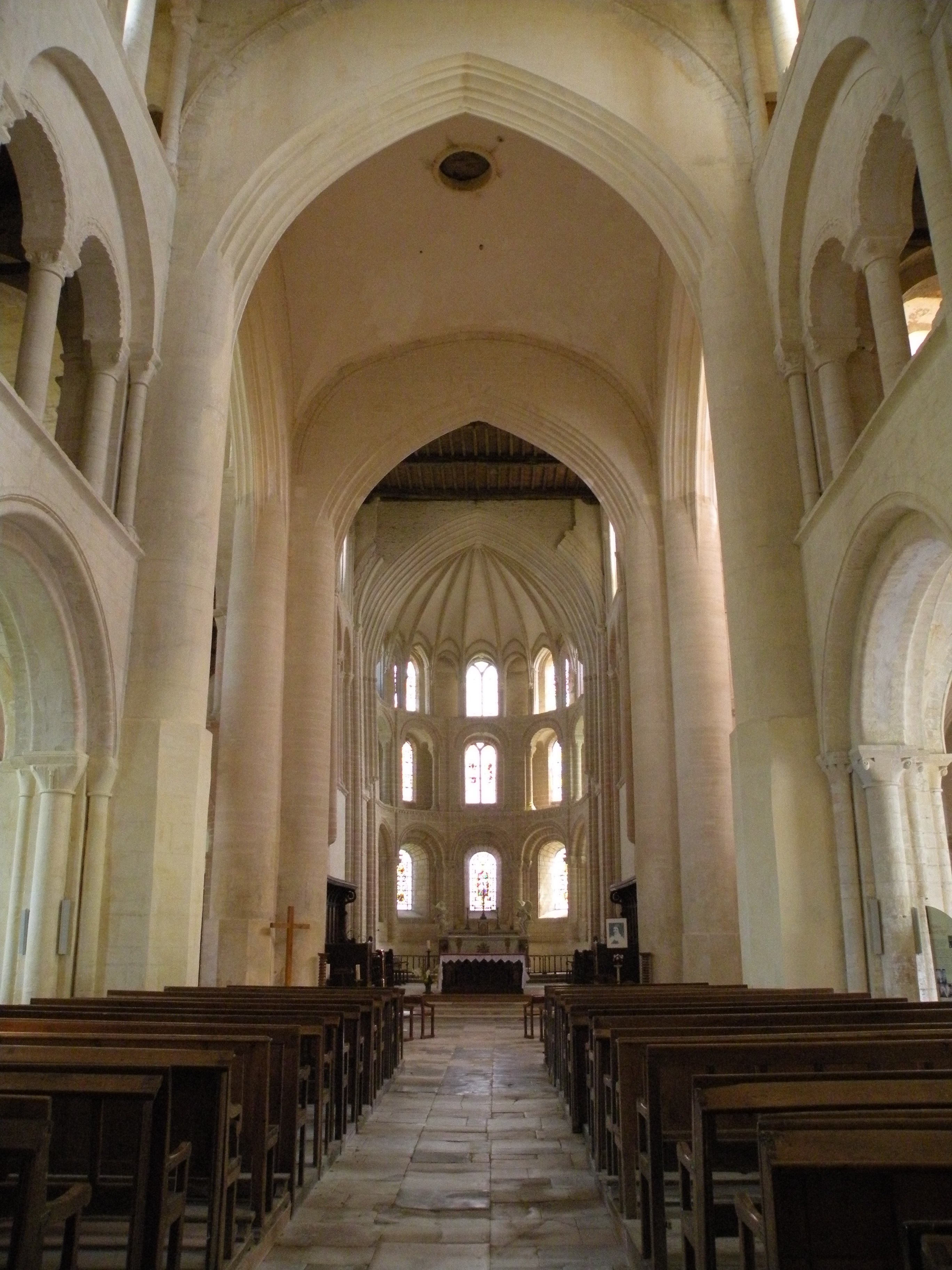
Croisée du transept, tour lanterne.

#### La nef, la croisée du transept et les collatéraux

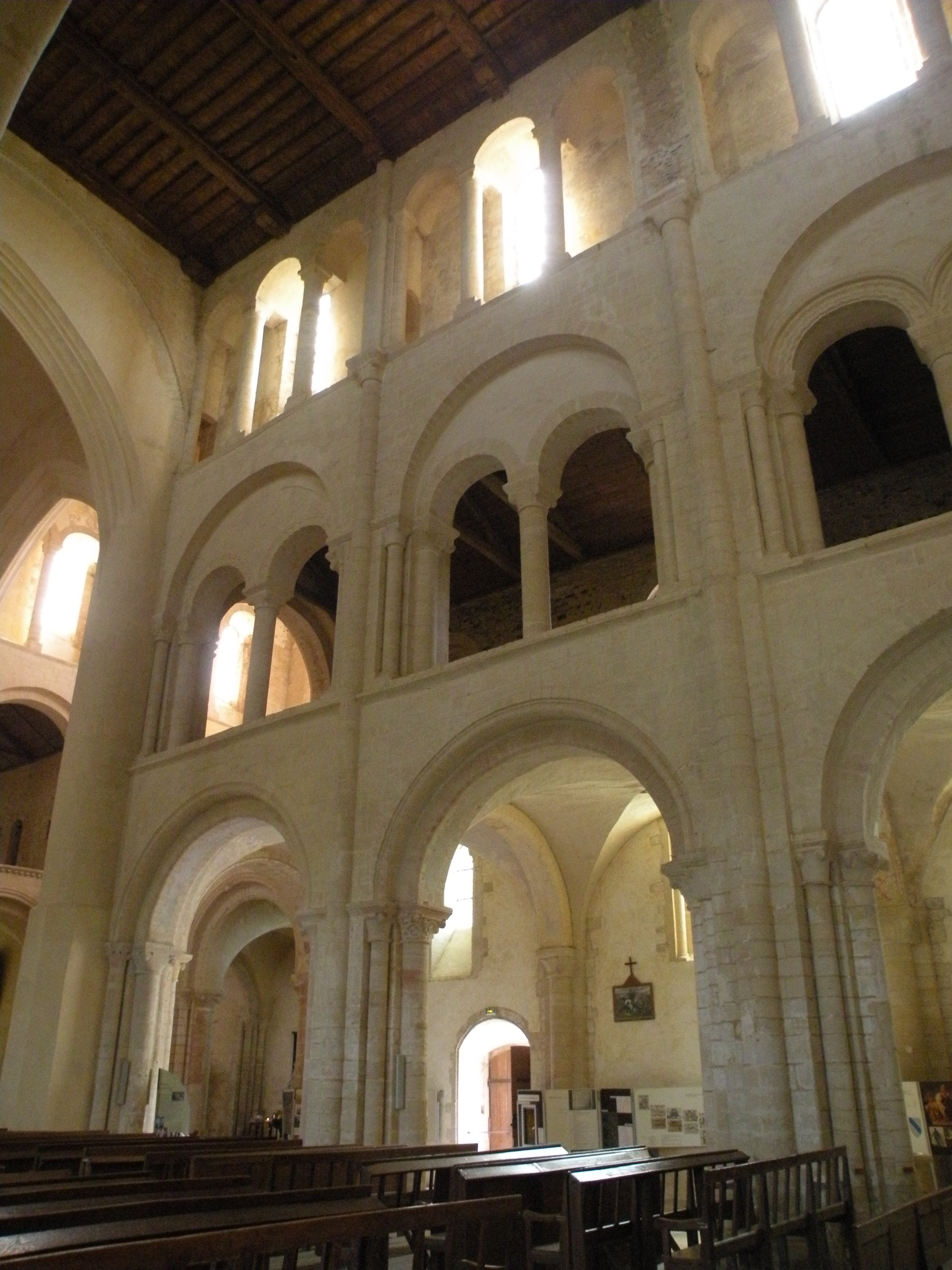
Nef, plafond charpenté, croisée du transept.

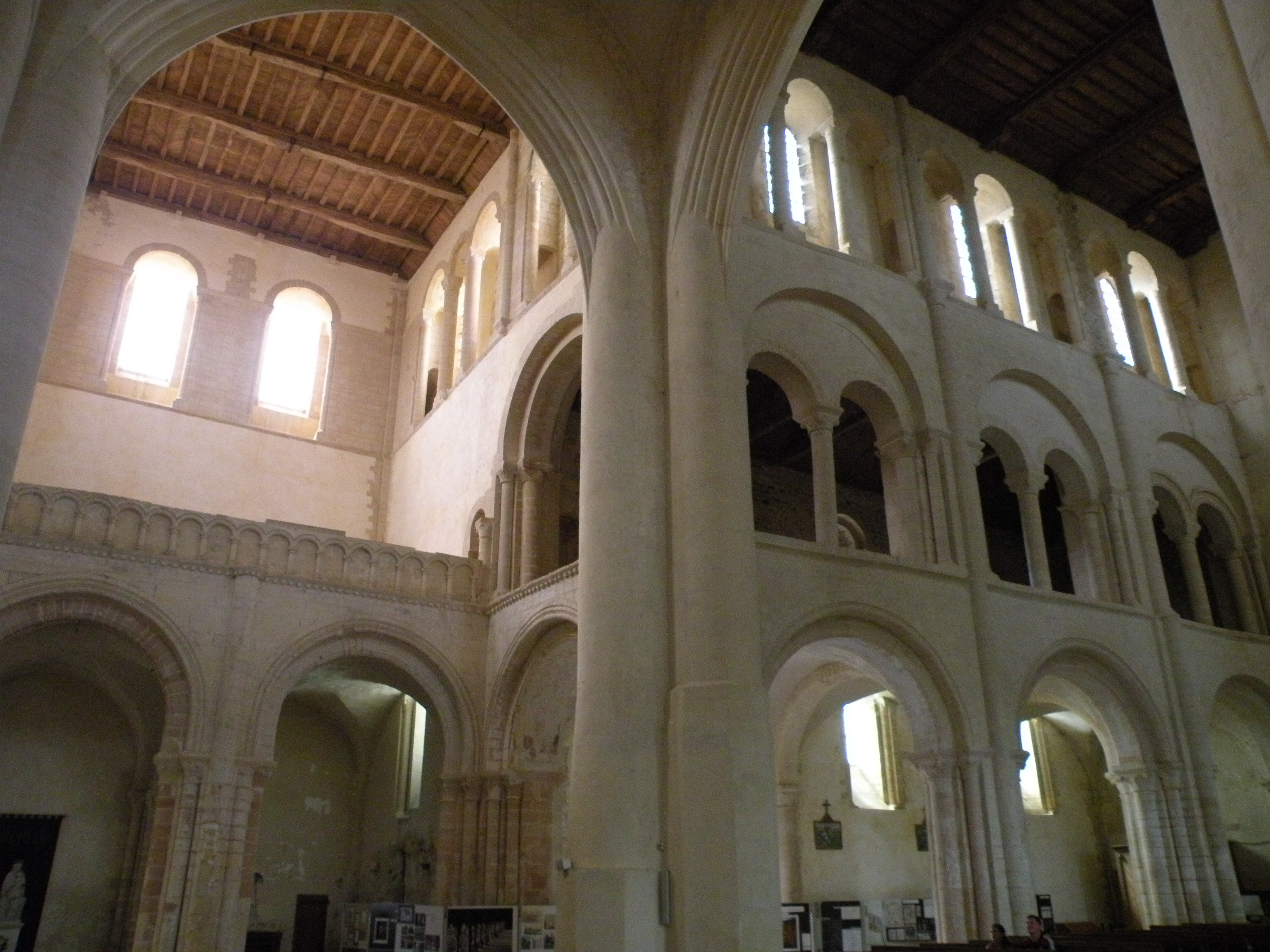
Nef et transept sud.

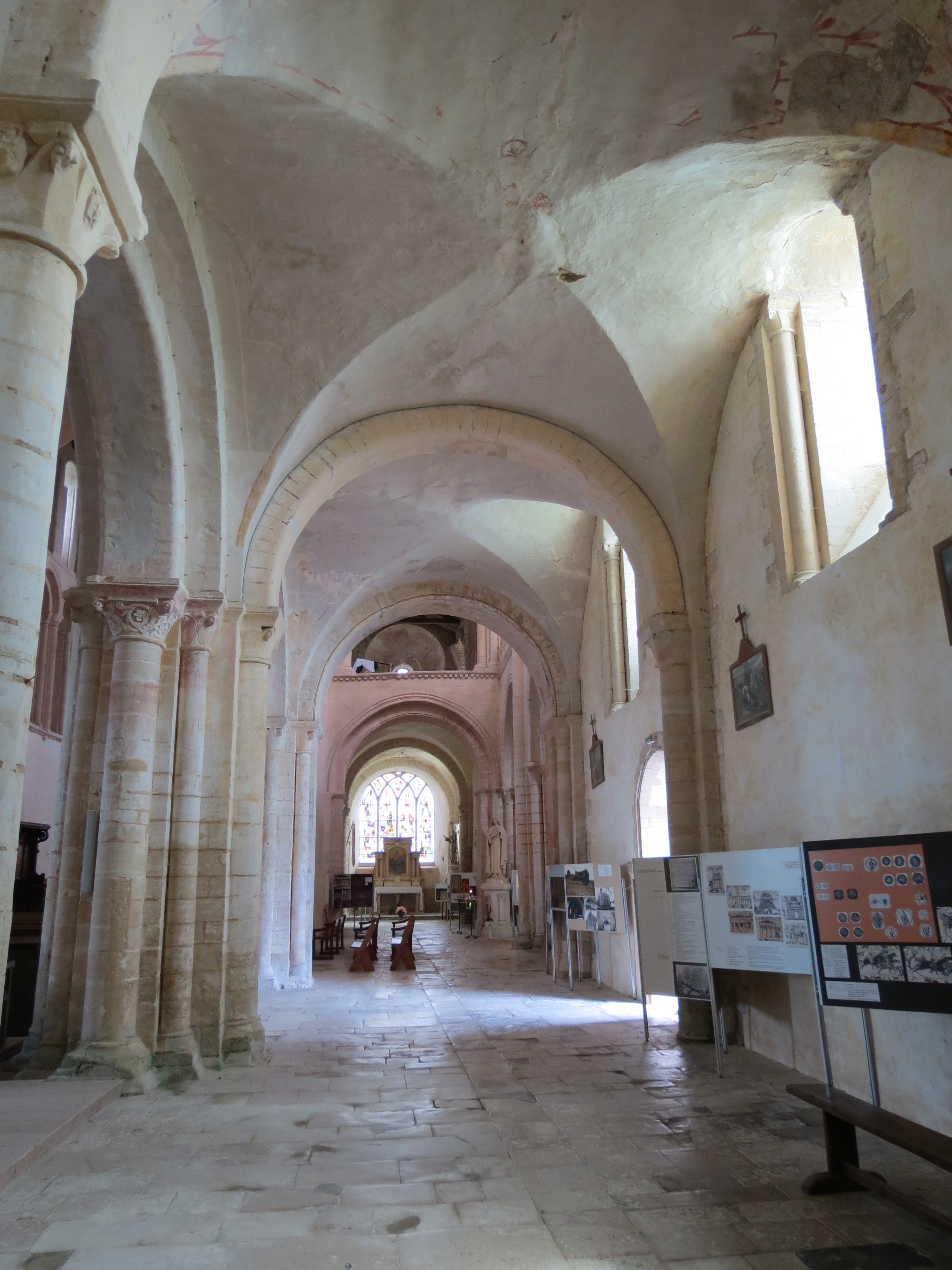
Bas-côté droit.

Huit travées en plein cintre furent construites entre 1035 et 1087, mais les cinq premières furent démolies au début du XIXe siècle,. L'abbatiale (1080-1110) reprend le plan bénédictin adopté à Bernay avec la nef à trois élévations : arcades, tribunes et fenêtres hautes. Le premier niveau comporte de grandes arcades à double rouleau et tore retombant sur des piles cruciformes, le deuxième niveau possède des tribunes, précédées d'une petite coursive d'à peine trente centimètres de large, ouvrant sur la nef par des baies géminées, et le troisième niveau des fenêtres hautes avec une galerie de circulation dans l'épaisseur du mur. Les collatéraux nord et sud sont voûtés d'arêtes. Quatre arcs diaphragmes encadrent la croisée du transept. Initialement en plein cintre, ils furent modifiés, au XVe siècle, en ogives pour renforcer la structure et soutenir la tour-lanterne. Le bras nord du transept date du XVIIIe siècle, reconstruit à la suite d'un effondrement. Le bras sud, lui, est d'origine. Les croisillons du transept sont surmontés de tribunes. Deux baies géminées inscrites dans une grande arcade s'ouvrent largement sur les tribunes. À l'étage supérieur, la galerie de circulation est évidée par un triplet de grandes arcades
À l'ouest, là où s'achevait la nef, il subsiste un pan de mur haut d'une dizaine de mètres, fragment appartenant au porche occidental aujourd'hui détruit, ajouté au XIIIe siècle. On peut voir un grand arc ogival aveugle, orné de deux trilobes en forme de trèfle à trois feuilles et un quadrilobe, trèfle à quatre feuilles avec un décor végétal. De même subsistent les vestiges de la première travée de la nef, composés en rez-de-chaussée d'arcatures aveugles surmontées d'une baie géminée avec un jour trilobé et au-dessus une étroite fenêtre haute en ogive. Le parement intérieur, comme le reste de l'ensemble, est réalisé en calcaire ; mais le parement intérieur, hormis les encadrements des baies et des contreforts eux aussi en pierre de taille, est composé de schiste, et même, on peut voir par endroits un appareil en arête-de-poisson.

#### Le clocher
Jusqu'au XVIIIe siècle, à la croisée du transept s'élevait une tour-lanterne dont il ne subsiste que les deux niveaux inférieurs comportant sept arcades aveugles par côté, dont les deux attenantes à la fine arcade centrale étaient autrefois ouvertes. La partie supérieure a été refaite à cette époque et la flèche au XIXe siècle.

#### Le cloître
Autrefois, un cloître de trente-cinq mètres sur trente, comprenant deux cents colonnes, était enserré sur la largeur de l'abbatiale, entre les trois travées restantes et le réfectoire (disparu) et, sur sa longueur, entre le transept sud et les bâtiments des moines (ces derniers également disparus). Aujourd'hui encore, on peut apercevoir quelques fondations de colonnes.

### Bâtiments conventuels
Il ne subsiste des bâtiments conventuels que la porterie (XVe siècle), dont la porte ferme par des vantaux du XVIe siècle. Accolé à celle-ci un bâtiment de style gothique dont le rez-de-chaussée est occupé par la salle de justice ou de bailliage, une ancienne prison et à l'étage la chapelle Saint-Gerbold de la fin du XIIIe siècle, qui porte le nom d'un évêque de Bayeux.
La chapelle a été fondée en 1260, probablement grâce à un don de Saint Louis, roi de France. On y accède par un escalier en équerre débouchant sur un palier formant loggia. La chapelle est de plan rectangulaire, avec des bancs latéraux et une abside à trois pans. Elle est éclairée par de hautes baies. Ses voûtes sont ornées de clefs décorées de blasons : les lys de la monarchie capétienne et les léopards normands.

Porterie et chapelle Saint-Gerbold
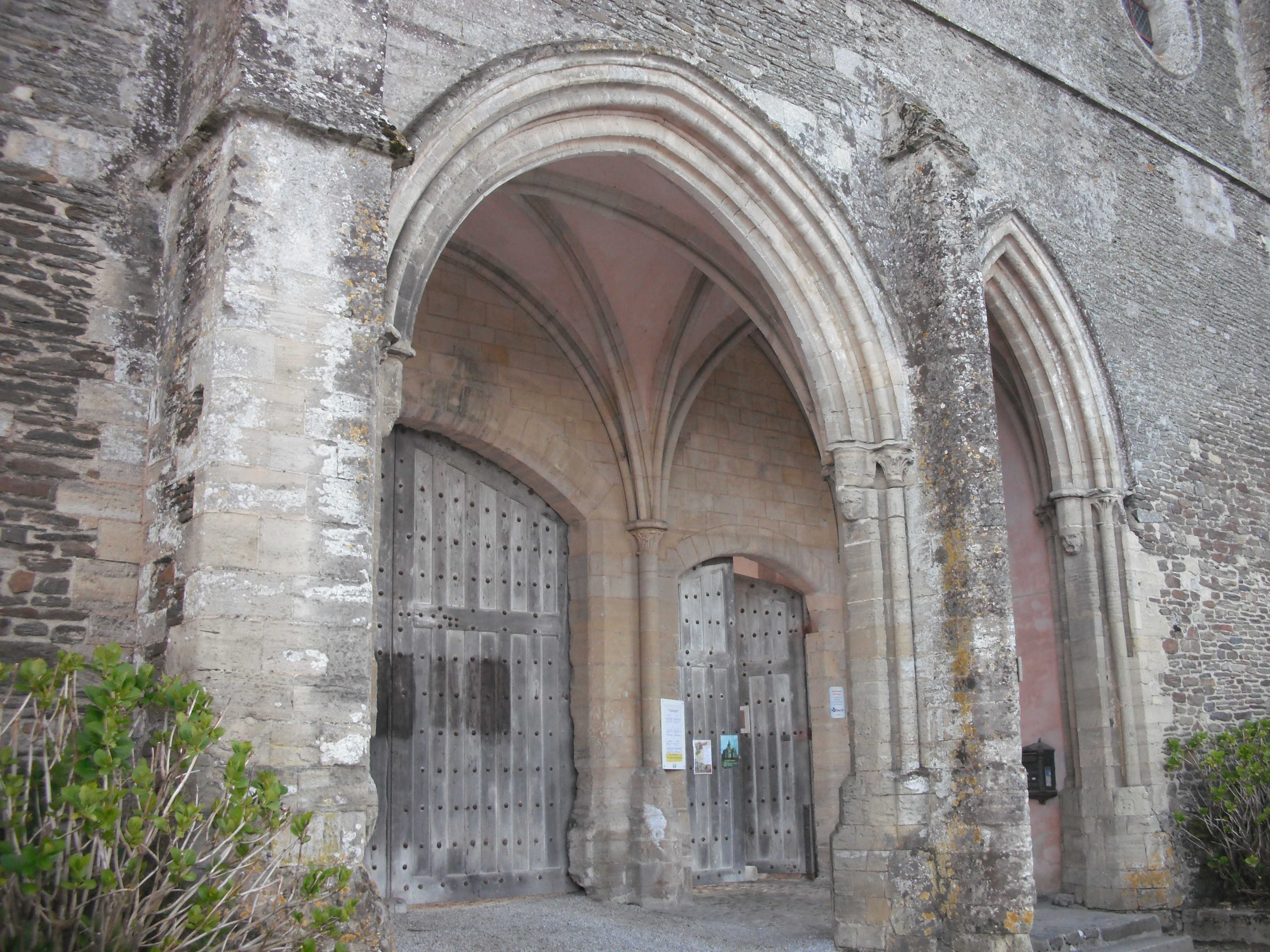
Porterie (extérieur).
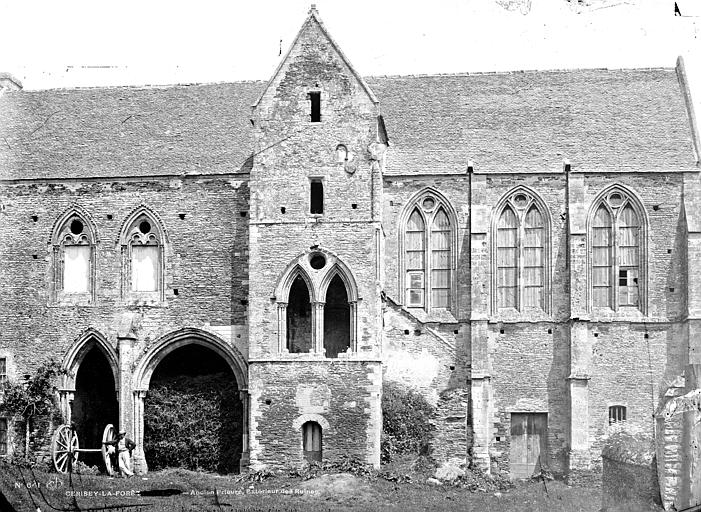
Porterie et chapelle Saint-Gerbold, vues par Médéric Mieusement, 1877.
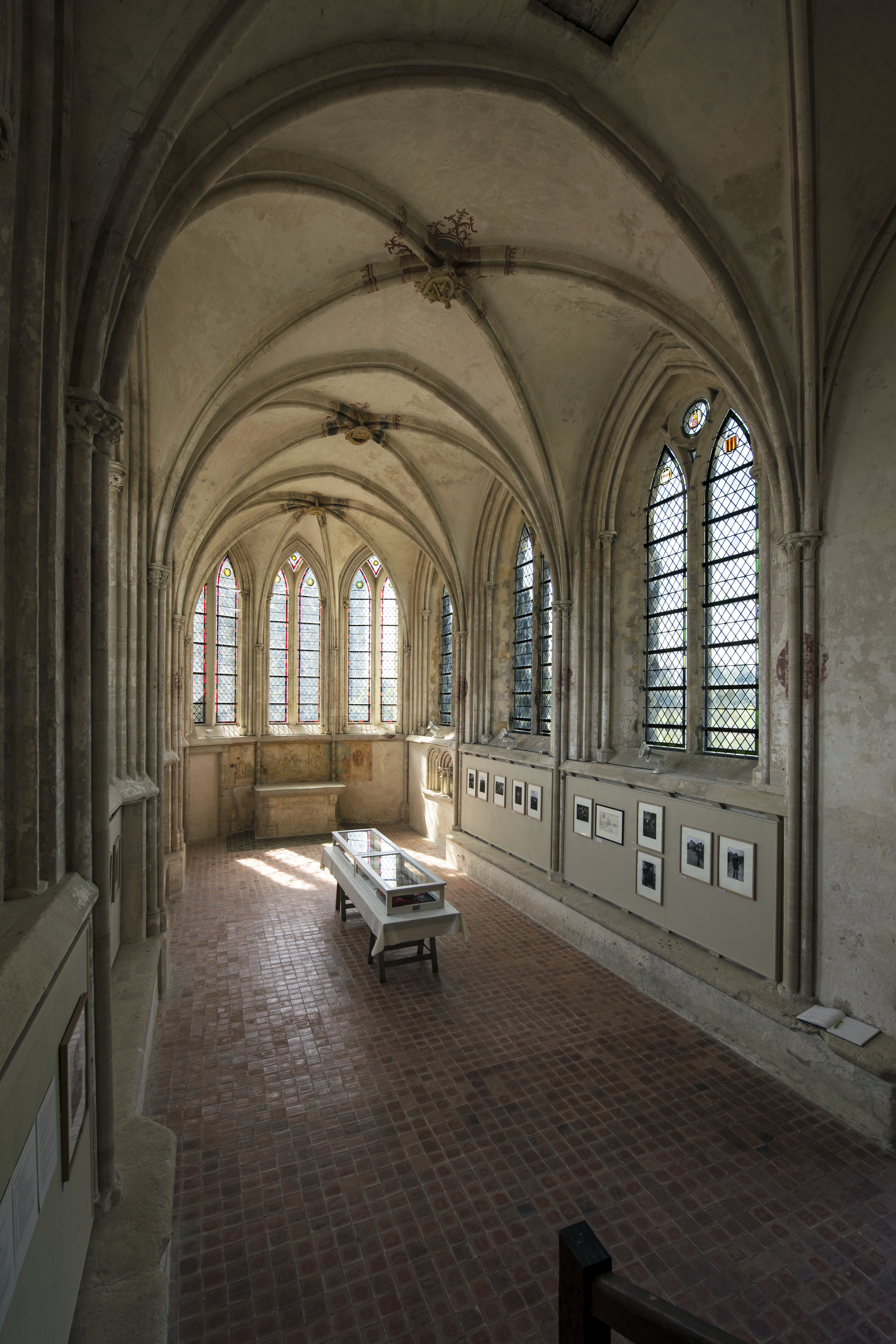
Chapelle : bancs de pierre, abside, voûtes armoriées.

#### Souterrains

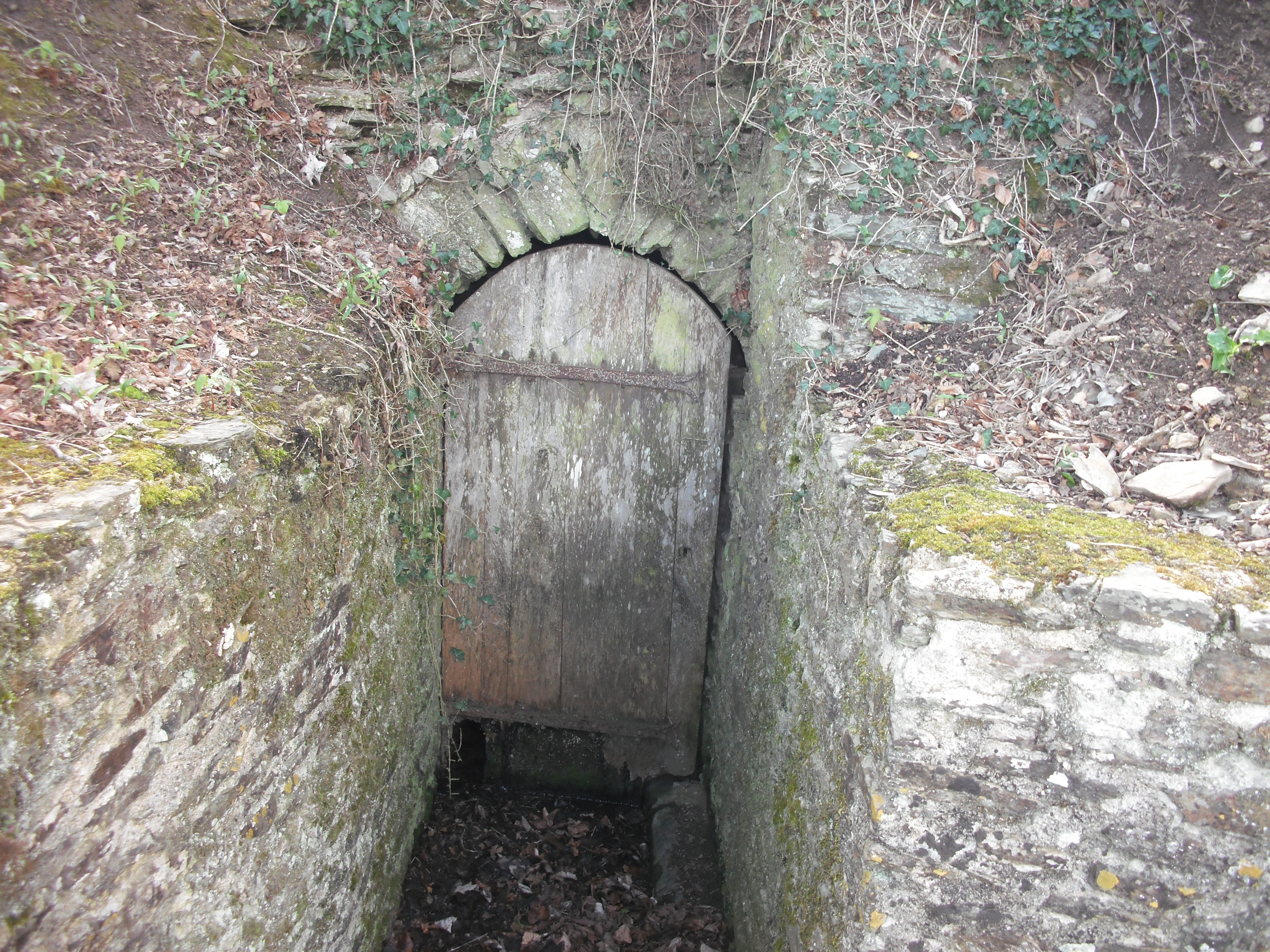
Entrée des souterrains.

Comme les châteaux, les abbayes étaient pourvues de tout un réseau de souterrains. Leur fonction première à Cerisy était la collecte des eaux pluviales et usées, c'est-à-dire un système d'égout. En fonction secondaire, ils servaient à se cacher, à s'enfuir, à tenir au frais certaines denrées, voire cacher des revenus qui pouvaient ainsi échapper à la perception réglementaire des abbés commendataires.

## Protection
Au titre des monuments historiques :
- l'église, actuellement église paroissiale est classée par liste de 1840 ;
- l'abbaye est classée par arrêté du 17 octobre 1938.

## Mobilier

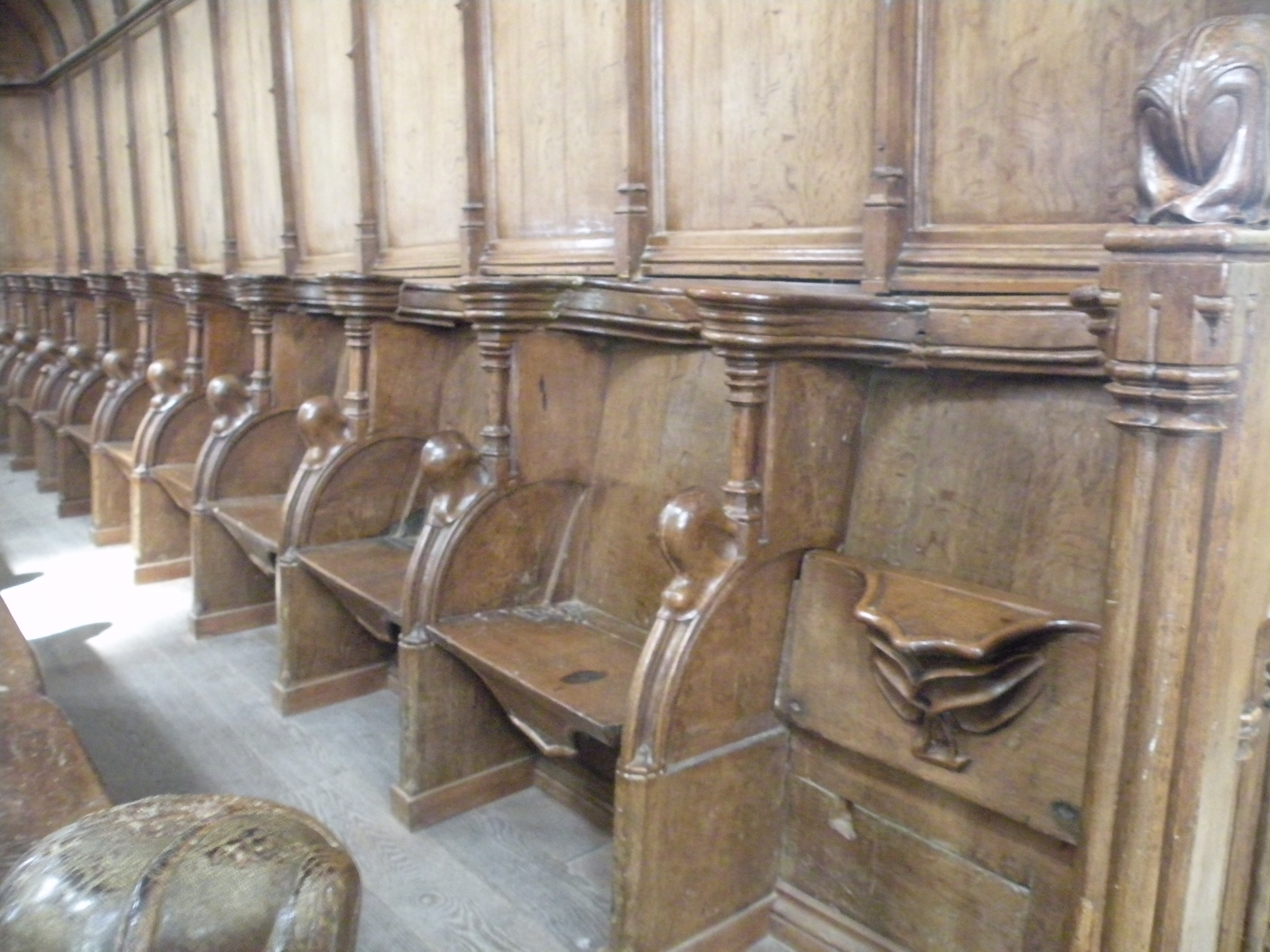
Stalles du chœur.

L'église abbatiale abrite de nombreux objets classés aux monuments historiques dont Saint Vigor et le dragon du XVe siècle.
Le chœur possède quarante stalles gothiques réalisées en 1400, par les huchiers de Cerisy, qui comptent parmi les plus anciennes de Normandie.

## Animations et mise en valeur

### L'Association des amis de l'abbaye
Créée en 1939, l'Association des amis de l'abbaye a la double mission de conserver et d'animer l'abbaye. Avec la chapelle de l'Abbé et l'étang aux Moines, le lieu est propice aux promenades. De plus, un parc de sculptures a été aménagé. Parallèlement, l'Association développe des programmes culturels ouverts à tous publics. Ainsi, concerts et expositions se succèdent pendant les mois d'été.

## Terriers, propriétés, revenus, dépendances
La richesse de l'abbaye de Cerisy dépendait de la vitalité économique de son réseau de dépendances qui lui permettait de bénéficier des nombreux biens fonciers mis en affermage et dont l'abbaye tirait des revenus en nature ou en argent que ce soit le cens ou la dîme payée au prorata de la taille de la propriété exploitée et du volume de la production. Un des moines s'occupait de la gestion financière de la communauté : le « procureur-syndic ». Il devait enregistrer mensuellement dans un registre les comptes (dépenses et recettes appelées « mises »). La puissance foncière de l'abbaye est consignée dans des terriers ou livres de cens. Les noms des fermiers sont énumérés pour chaque lieu dépendant de l'abbaye, avec le montant qu'ils doivent régler annuellement au propriétaire.
L'abbaye était la plus riche du diocèse de Coutances. Voici à peu près la proportion du revenu des principales abbayes de la Manche : en supposant que Cerisy valait 100, le revenu du Mont-Saint-Michel était de 60, celle de Savigny 52, celle de Montebourg 48, celle de Lessay 36, celle de Saint-Sauveur 28, celles de Cherbourg et de Saint-Lô 24 et celle de Hambye 18.

### Moulin de Marcy
Dans les chartes de fondation de l'abbaye de Cerisy-la-Forêt, la mention de «moulins» pour Littry permet de supposer qu'un tel établissement existe bien à Marcy dès le début du XIe siècle. Les premiers textes, qui évoquent vraiment ce moulin avec certitude, remontent au XVe siècle. Jusqu'à la Révolution française, les moines de l'abbaye de Cerisy possèdent le domaine de Marcy et son moulin. Avec la suppression des ordres religieux, le moulin devient une propriété laïque.

### Vignobles
Aux XIe et XIIe siècles, les vignes paraient de nombreuses régions de la Normandie, de l'Avranchin au Perche et de la plaine de Caen à la vallée de la Seine. Ce vignoble ecclésiastique et en moindre part nobiliaire était imprudemment aventuré dans le domaine des étés frais et des automnes pluvieux. Auparavant les grands monastères s'adressaient à des possessions viticoles situées dans des endroits plus cléments, l'abbaye de Cerisy possédait quant à elle des vignobles dans les avants-buttes du pays d'Auge.

## Religieux célèbres issus de l'abbaye
- Simon du Bosc (1388-1391), transféré à Jumièges.
- Georges d'Amboise.
- Germain Habert (1630-1654), membre de l’Académie française.
- Philippe de Vendôme (1727), grand prieur de France.
- Paul d'Albert de Luynes (1727-1788).

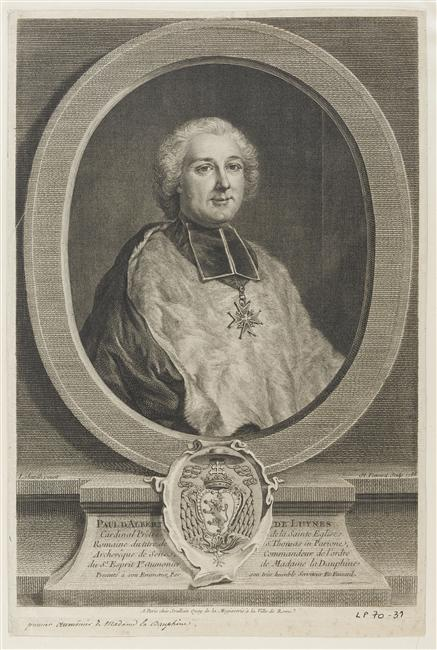
Paul d'Albert de Luynes, dernier abbé commendataire de l'abbaye.